# The Trinity 2nd Sermon
The Trinity 2nd Sermon è il secondo EP del gruppo hip hop statunitense The LOX, pubblicato nel 2014.

## Tracce
1. Let's Get It – 3:59 (musica: Vinny Idol, Grandz Muzik)
2. Horror (featuring Tyler Woods) – 3:38 (musica: Black Saun, Tyler Woods)
3. All We Know – 3:32 (musica: Buda Da Future, Grandz Muzik)
4. Footage (featuring Whispers) – 4:31 (musica: Whispers, Khardier Da God, Contraband)
5. Survivor – 3:42 (musica: Dayzel)

## Classifiche
| Classifica (2014)         | Posizione massima |
| ------------------------- | ----------------- |
| Stati Uniti               | 148               |
| US Independent Albums     | 24                |
| US Top Rap Albums         | 15                |
| US Top R&B/Hip-Hop Albums | 20                |